# John J. Feely

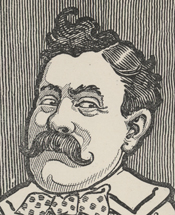
John J. Feely (zeitgenössische Karikatur)

John Joseph Feely (* 1. August 1875 bei Wilmington, Will County, Illinois; † 15. Februar 1905 in Chicago, Illinois) war ein US-amerikanischer Politiker. Zwischen 1901 und 1903 vertrat er den Bundesstaat Illinois im US-Repräsentantenhaus.

## Leben
John Feely besuchte die öffentlichen Schulen seiner Heimat und studierte danach bis 1895 an der Niagara University in New York. Nach einem anschließenden Jurastudium an der Yale University und seiner 1897 erfolgten Zulassung als Rechtsanwalt begann er ab 1898 in Chicago in diesem Beruf zu arbeiten. Gleichzeitig schlug er als Mitglied der Demokratischen Partei eine politische Laufbahn ein.
Bei den Kongresswahlen des Jahres 1900 wurde Feely im zweiten Wahlbezirk von Illinois in das US-Repräsentantenhaus in Washington, D.C. gewählt, wo er am 4. März 1901 die Nachfolge von William Lorimer antrat. Da er im Jahr 1902 auf eine weitere Kandidatur verzichtete, konnte er bis zum 3. März 1903 nur eine Legislaturperiode im Kongress absolvieren. Nach dem Ende seiner Zeit im US-Repräsentantenhaus praktizierte John Feely wieder als Anwalt. Er starb am 15. Februar 1905 in Chicago im Alter von nur 29 Jahren.